# Dorcas Norre
Dorcas Norre, född 31 mars 1911 i Malmberget, död 15 november 1985 i Stockholm, var en svensk tonsättare och pianist.
Dorcas Norre studerade piano mellan 1932 och 1937 vid Kungliga Musikkonservatoriet. Hon debuterade i Malmberget 1937 och fortsatte sina pianostudier för Olof Wibergh och studerade instrumentation för Ivar Hellman och komposition för Melcher Melchers.
Hon jobbade också som pianolärare. En av eleverna var 
Lena T. Hansson en annan var Carl Unander-Scharin.

## Verkförteckning
- Bergtagen, skådespelsmusik för röster och instrument till text av Karl-Erik Forsslund (1934)
- Pianokonsert (1946)
- Tema med kromatiska variationer för piano (1948)
- Visioner för piano (1951)
- Sonatin för violin & piano (1960)
- Profiler, 8 små pianostycken (1961)
- Pastoraler för 2 klarinetter (1955)
- Pastoraler för blåskvartett (1963)
- I variationsstil för piano (1963)
- Andantino och Alla marcia, två pianostycken för 4 händer (1967)
- Sju små kulisser, stycken för 4-händigt piano (och valfria rytminstrument) (1970)
- Ultevis duoddar, elektroakustisk musik (1970)
- Preludium för piano (1973)
- Aries (”Väduren”) för piano (1973/1975)
- Tre sånger för röst och piano till text av tonsättaren (1976)
  1. ”Nästan evig”
  2. ”Önskningen”
  3. ”Du ser, du ser”
- Commozioni, sonat för solocello (1977)
- Önskeparken för röst och piano till text av tonsättaren (1978)
- Som ett spår för röst och piano till text av tonsättaren (1979)
- Salongsstycke för piano (1979)
- Improvisation för orgel (1979)
- Cellosonat (1980)
- Konsert för två pianon (1980–81)
- Espressioni för violin/viola och piano (1981)
- Burlesco e capriccio för gitarr (1982)
- Ballata för piano (1983)
- Pianosonat (1985)